# 基輔兵工廠

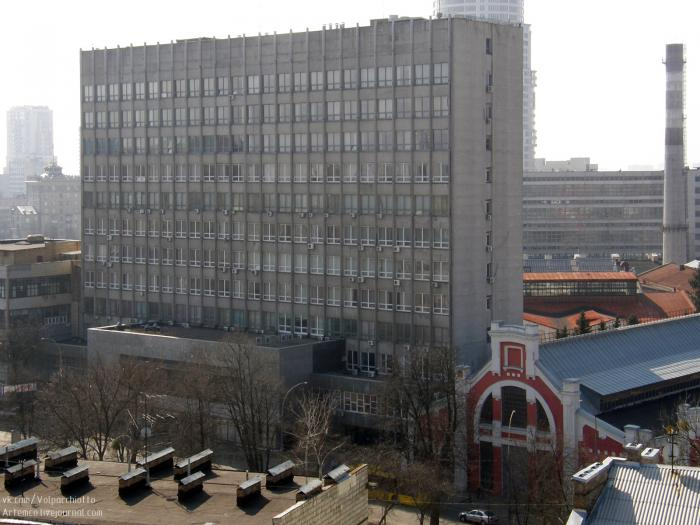
基輔兵工廠

50°26′05″N 30°33′23″E / 50.434691°N 30.556455°E
基輔兵工廠（羅馬化：Kazenne pidpryiemstvo spetsialnoho pryladobuduvannya Arsenal）是基輔最著名和歷史最悠久的企業之一。基輔兵工廠創立於1764年，最初是俄羅斯帝國的兵工廠。1918年此地发生基辅兵工厂起义。二戰之後，基輔兵工廠不僅生產軍事器械，還生產照相機等光學機械。

## 外部連結
- （页面存档备份，存于） - Official website （乌克兰語） – （英文） – （俄文）
- Archunion.com.ua - Plans for the construction of an art museum （俄文）